# Shexian Guixing
Shexian Guixing (chiń. 葉縣歸省; pinyin Shèxiàn Guīxǐng; kor. 섭현귀성 Sŏphyŏn Kwisŏng; jap. Shōgen Kisei; wiet. Diệp Huyện Qui Tỉnh) – chiński mistrz chan szkoły linji.

## Życiorys
Pochodził z Jizhou (położonego na północnym zachodzie od Shijiazhuang w prowincji Hebei).
Jako nowicjusz mieszkał w klasztorze Baoshou. Po zaordynowaniu wiele podróżował i ostatecznie został uczniem i spadkobiercą mistrza chan Shoushana Xingniana. Po osiągnięciu oświecenia mieszkał i nauczał w klasztorze Guangjiao w Ruzhou.
Pewnego dnia Shoushan podniósł bambusowy kosz i spytał: „Jeśli nazwiecie to bambusowym koszem popełnicie przekroczenie. Jeśli nie nazwiecie tego bambusowym koszem, wtedy odwrócicie się od tego, co widzicie. Jak to nazwiecie?”
Shexian wyrwał kosz z rąk Shoushana, rzucił go na podłogę i powiedział: „Co to jest?”
Shoushan powiedział: „Ślepiec”.
Po tych słowach Shexian nagle doświadczył oświecenia.
Mnich spytał: „Co to jest 'wewnątrz kurzu, jedno wyjawione ciało’?”
Shexian powiedział: „Na zimnej północy, tysiąc ludzkich flag. Na południu od rzeki, dziesięciotysięczne statki.”
Mnich powiedział: „W tym przypadku, to nie jest kurz.”
Shexian powiedział: „Jeśli studiujesz ciąg słów, jedna strona ma dziesięć tysięcy linii.”

## Linia przekazu Dharmy zen
Pierwsza liczba oznacza liczbę pokoleń od Pierwszego Patriarchy chan w Indiach Mahakaśjapy.
Druga liczba oznacza liczbę pokoleń od Pierwszego Patriarchy chan w Chinach Bodhidharmy.
- 36/9. Baizhang Huaihai (720–814)
  - 37/10. Huangbo Xiyun (zm. 850)
    - 38/11. Linji Yixuan (zm. 867)
      - 39/12. Baozhou Yanzhao (bd)
        - 40/13. Xiyuan Siming (bd)

      - 39/12. Zhiyi Daozhe (bd)
        - 40/13. Suozhou Tankong (bd)

      - 39/12. Guanqi Zhixian (zm. 895)
        - 40/13. Luzu Sanjiao (bd)

      - 39/12. Sansheng Huiran (Zhenzhou) (bd)
        - 40/13. Zhenzhou Dabei (bd)

      - 39/12. Luopu Yuan’an (834–898)
      - 39/12. Xinghua Cunjiang (Weifu) (830–925)
        - 40/13. Nanyuan Huiyong (Baoying) (860–930)
          - 41/14. Fengxue Yanzhao (896–973)
            - 42/15. Guang Huizhen (bd)
            - 42/15. Chang Xingman (bd)
            - 42/15. Shoushan Xingnian (Shoushan Shengnian, Baoying) (926–993)
              - 43/16. Guanhui Yuanlian (951–1036) (także Zhenhui Yuanlian)
                - 44/17. Yang Yi (974–1020) wydał i obdarzył wstępem Chuandeng lu' (1009)

              - 43/16. Shexian Guixing (bd)
                - 44/17. Fushan Fayuan (991–1067) (zobacz: szkoła caodong -przypisy)

              - 43/16. Guangjiao Guisheng (bd)
              - 43/16. Tiefo Zhisong (bd)
              - 43/16. Guyin Yuncong (965–1032)
                - 44/17. Li Zunxu (988–1038) Guangdeng lu
                - 44/17. Yongqing Guangpu (bd)
                - 44/17. Fenghuang Liaotong (bd)
                - 44/17. Shouning Huiling (bd)
                - 44/17. Zhuyuan Faxian (bd)
                - 44/17. Yongfu Yanzhao (bd)
                - 44/17. Dacheng Dezun (bd)
                - 44/17. Jingqing Zhusu (bd)
                - 44/17. Cuiyan Huiyue (bd)
                - 44/17. Starszy Yueyuan (bd)

              - 43/16. Sanjiao Zhisong (bd)
              - 43/16. Huangbo Mi (bd)
              - 43/16. Renwang Chuping (bd)
              - 43/16. Zhimen Huihan (bd)
              - 43/16. Nantai Qikuang (bd)
              - 43/16. Lumen Huizhao (bd)
              - 43/16. Ganming Huaizhi (Shoushan) (bd)
              - 43/16. Fenyang Shanzhao (Taizi) (947–1024)